# Agustí Bartra
Agustí Bartra i Lleonart (8 de noviembre Barcelona, 1908- 7 de julio Tarrasa 1982) fue un poeta, traductor y prosista español.

## Biografía
Descendiente de una familia campesina. En el año 1934 gana un concurso literario y poco después empieza a colaborar en Amic y Meridià.
Sus primeros libros son la colección de cuentos L'oasi perdut (1937) y el poemario Cant corporal (1938). 
Participa en la Guerra Civil por el bando republicano, exiliándose en 1939. Pasa por diversos campos de refugiados hasta desembocar en París. Allí conoce a la escritora Anna Murià, también exiliada, con quien se casaría y tendría dos hijos. En 1940 se embarca para la República Dominicana; después marcha a Cuba y México, donde fija su domicilio más estable. Fue uno de los fundadores de la revista Lletres (1944-47), publicada en México. En 1970 regresa definitivamente a España; Bartra vivió también en Estados Unidos, donde pasó tres largas estancias (1949-50, 1961 y 1963). 
En 1973 fue galardonado con el Premi Carles Riba de poesía por su obra Els himnes. Se le distinguió con la Creu de Sant Jordi en 1981. En 1982 se le concedió el Premi de la Crítica de poesía catalana por su obra Haikús d'Arinsal.
El cantautor Miquel Pujadó estrenó en noviembre de 2005 el espectáculo La sínia i l'estrella (suite d'Agustí Bartra) que se publicó en CD el año 2006; además Pujadó estrenó el 17 de septiembre de 2007, en el Teatro Romea de Barcelona, un espectáculo poético musical dedicado a este poeta, dirigido por Carles Canut, con los actores Lluís Soler, Àngels Poch, Josep Minguell y Rosa Cadafalch.

## Publicaciones
- L'oasi perdut (1937)
- Cant corporal (1938)
- L'arbre de foc (1946)
- Màrsias i Adila (1948)
- L'evangeli del vent (1956)
- Quetzalcòatl (1960)
- Ecce homo (1964)
- Obra poètica completa (1971)
- Poemes del retorn (1972)
- Els himnes (1974)
- Rapsòdia de Garí (1972)
- Rapsòdia d'Arnau (1974)
- Crist de 200.000 braços (1974)
- Rapsòdia d'Ahab (1976).

Otras publicaciones:
- Xabola (1942)
- La lluna mor amb aigua (1968)
- L'estel sobre el mur (1942)
- Odisseu (1953)
- Doso (1970)
- El tren de cristall
- Una antología de la lírica nord-americana (1951)
- Relatos maestros de terror y misterio (antologista y traductor, 1977)[2]
- Relatos maestros policíacos (antologista y traductor, 1977)
- Relatos maestros del crimen (antologista y traductor, 1977)